# غاري ميدلتون
غاري ميدلتون (بالإنجليزية: Gary Middleton)‏ هو سياسي بريطاني، ولد في 20 يونيو 1990 في المملكة المتحدة. حزبياً، نشط في الحزب الديمقراطي الاتحادي. وقد انتخب عضو الجمعية التشريعية الرابعة لأيرلندا الشمالية ‏ عن دائرة فويل ‏ وقد انضم خلال فترته النيابية ‏ (13 أبريل 2015 – 24 مارس 2016)  للكتلة البرلمانية الحزب الديمقراطي الاتحادي وفي 2016 Northern Ireland Assembly election ‏، انتخب Member of the 5th Northern Ireland Assembly ‏ عن دائرة فويل ‏ وقد انضم خلال فترته النيابية ‏ (7 مايو 2016 – 26 يناير 2017)  للكتلة البرلمانية الحزب الديمقراطي الاتحادي وفي انتخابات جمعية أيرلندا الشمالية 2017 ‏، انتخب Member of the 6th Northern Ireland Assembly ‏ عن دائرة فويل ‏ وقد انضم خلال فترته النيابية ‏ (3 مارس 2017 – )  للكتلة البرلمانية الحزب الديمقراطي الاتحادي.